# Stinson L-1 Vigilant
O Stinson L-1 Vigilant, originalmente O-49 e, mais tarde, Vultee Vigilant, foi uma aeronave leve norte-americana dos anos 40. Um avião de observação e reconhecimento, construído pela Stinson Aircraft Company (mais tarde uma divisão da Vultee Aircraft Corporation), era operado pelo exército dos Estados Unidos até 1942. Com a ajuda norte-americana ao Reino Unido nos primeiros anos da Segunda Guerra Mundial, esta aeronave encontrou um lugar na RAF, sendo usada pela força aérea britânica, canadiana e australiana. Usada como aeronave de treino, ambulância aérea, etc, esta aeronave não dispunha de nenhum armamento.

## Design e desenvolvimento
O "Vigilant" foi projetado em resposta a uma competição de design do Corpo de Ar do Exército dos Estados Unidos em 1938 para uma aeronave leve de observação de dois lugares. Quando o Fieseler Storch de fabricação alemã foi demonstrado no Cleveland Air Races, o Air Corps revisou suas especificações em uma tentativa de igualar o desempenho do Storch. Stinson (mais tarde uma divisão da Vultee), ganhou o contrato de $ 1,5 milhão sobre 11 concorrentes, incluindo o Bellanca YO-50 e o Ryan YO-51 Dragonfly.
O Modelo 74 era um monoplano de asa alta com motor único radial e dispositivos de alto levantamento de borda traseira para desempenho de baixa velocidade e alto levantamento. O protótipo da aeronave foi construído com slots automáticos de ponta, fabricados pela Handley Page e flaps com slots. O Modelo V-74 recebeu a designação do Exército YO-49 para avaliação, com o primeiro vôo do piloto de teste Al Schramm em 15 de julho de 1940.
A aeronave foi construída com tubos de aço e tecido, com a fuselagem à frente da asa fechada em folha de metal. As superfícies de controle e a empenagem eram de aço inoxidável revestido com tecido. A usina de força Lycoming foi acionada manualmente por inércia e foi equipada com uma hélice de velocidade constante Hamilton Standard. Pelo menos 12 conversões de ambulância foram equipadas com flutuadores Edo 49-4000 (deslocamento de 4.000 libras) [3] para pousos e decolagens anfíbios.
O Vigilant era capaz de parar em menos do que seu comprimento e conseguia manter o vôo estável a 31 milhas por hora. Curiosamente, o Vigilant foi dito ser capaz de voar para trás em um forte vento contrário.

## Histórico operacional

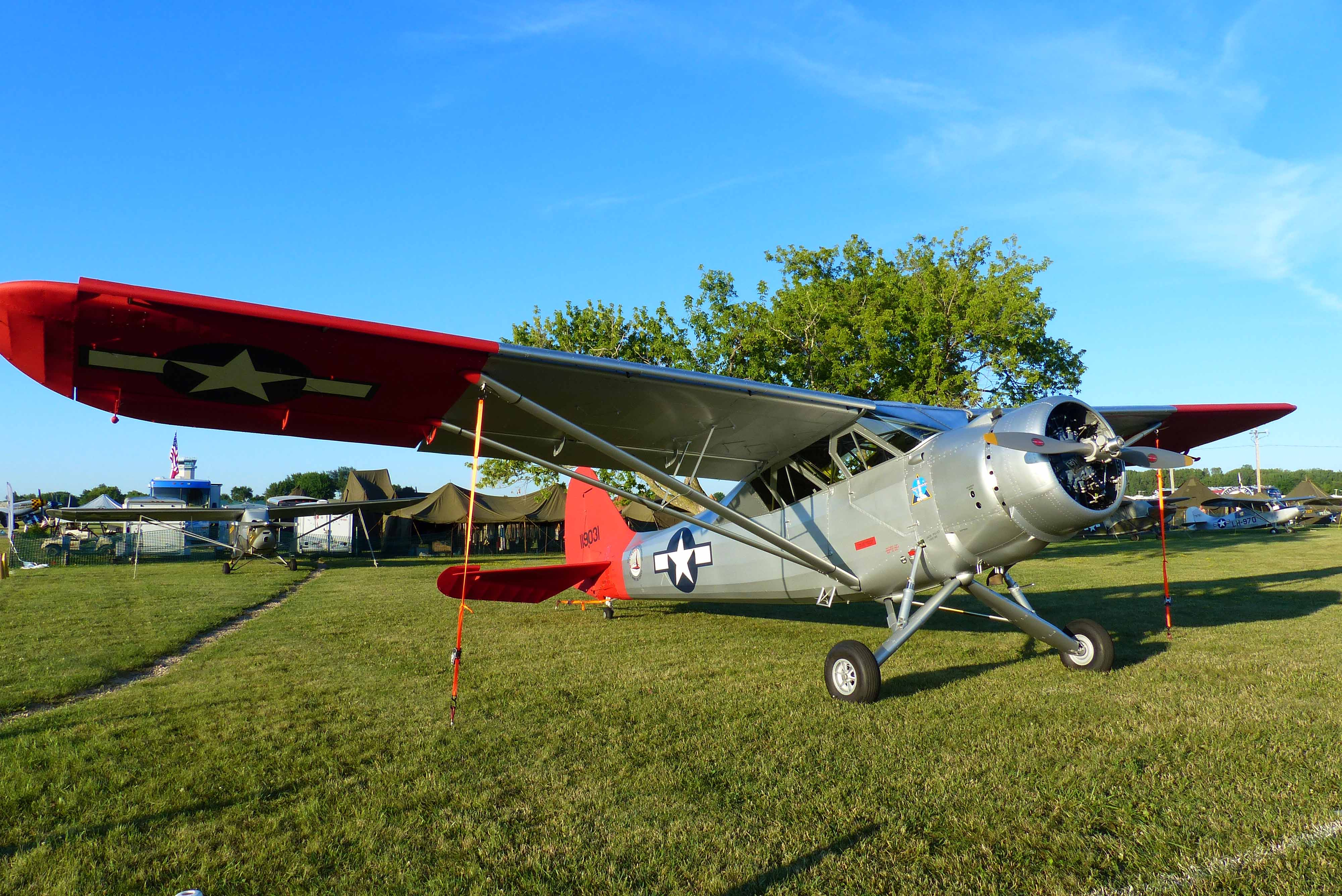
Um L-1 de 1941, Reserve Grand Champion, na AirVenture 2016.

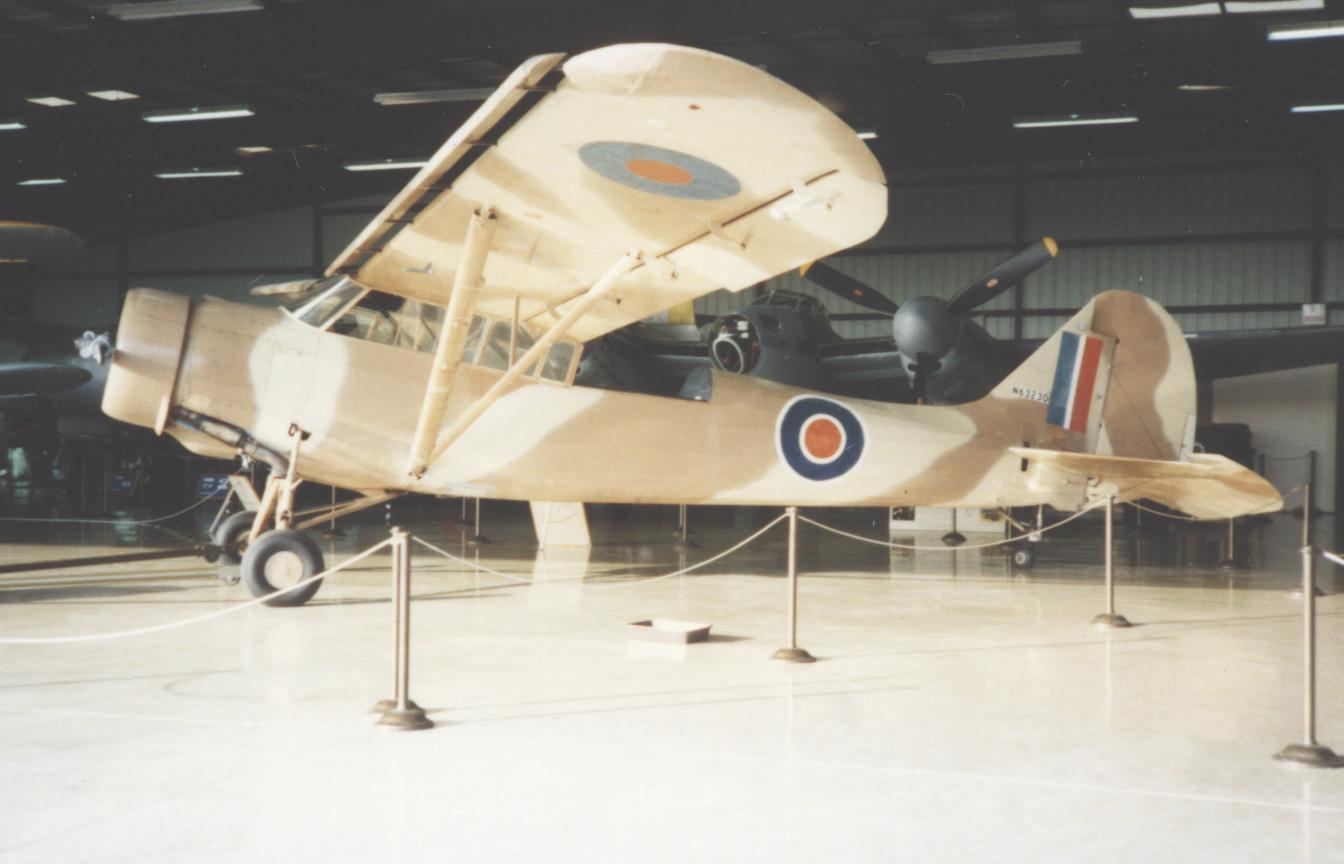
Ex-USAAC O-49 Vigilant no Weeks Museum em Tamiami, Florida, em 1989 usando pintura estilo RAF.

O Stinson Vigilant foi usado em diversas funções, como reboque de planadores de treinamento, localização de artilharia, ligação, resgate de emergência, transporte de suprimentos e voos de espionagem especial. Outro contrato foi posteriormente concedido para o O-49A, que tinha uma fuselagem um pouco mais longa e outras alterações de equipamento. Em abril de 1942, a aeronave foi redesignada como L-1 e L-1A (ligação). Até 17 aeronaves L-1 e 96 L-1A foram alocadas para a Força Aérea Real Britânica sob o Lend-Lease Act, com números variáveis dados para aeronaves efetivamente entregues (ver Variantes, abaixo). A RAF designou a aeronave Vigilant Mk I e Vigilant Mk II, respectivamente. O General Harry Crerar, Comandante do Primeiro Exército Canadense na Europa durante a Segunda Guerra Mundial, manteve um Vigilant para seu uso pessoal.
As aeronaves foram modificadas para uma variedade de funções, incluindo aeronaves de ambulância. Nenhum outro pedido de produção foi feito, pois a aeronave foi substituída pela aquisição de um grande número do Piper J-3 Cub militarizado, do L-4 Grasshopper (além das conversões semelhantes de Aeronca e Taylorcraft) e do próprio L-5 Sentinel de Stinson, ela própria produziu em quase 4.000 exemplos; foram classificadas genericamente como aeronaves "saltadoras de poça".
Um Vigilant foi modificado em 1943-1944 para experimentos no controle da camada limite.